# Bandeira de Goiás
A bandeira do estado de Goiás é um dos símbolos oficias do  estado brasileiro de Goiás. Foi criada por Joaquim Bonifácio de Siqueira e estabelecida por lei para simbolizar o Estado de Goiás. Apresenta a forma retangular, com oito listras horizontais alternadas: quatro listras pares verdes, e quatro listras pares amarelas. No canto superior esquerdo apresenta um retângulo azul, com cinco estrelas brancas (simbolizando o Cruzeiro do Sul), constelação que deu ao Brasil seus primitivos nomes — Vera Cruz e Santa Cruz, sendo uma estrela em cada canto, e a menor no centro.
A bandeira de Goiás, adotada no governo do presidente João Alves de Castro, pela mesma Lei nº 650 de 30 de julho de 1919 foi organizada por Joaquim Bonifácio de Siqueira. Como na bandeira nacional, o verde representa as matas e o amarelo, a cor do ouro.